# ایگور یوویچویچ
ایگور یوویچویچ (کرواتی: Igor Jovićević؛ زادهٔ ۳۰ نوامبر ۱۹۷۳) بازیکن سابق و مربی فوتبال اهل کرواسی است.
از باشگاه‌هایی که در آن بازی کرده‌است می‌توان به باشگاه فوتبال رئال مادرید، باشگاه فوتبال رئال مادرید کاستیا، باشگاه فوتبال گوارانی، باشگاه فوتبال یوکوهاما مارینوس، باشگاه فوتبال زاگرب، باشگاه فوتبال متس، و باشگاه فوتبال کارپاتی لویو اشاره کرد.
وی همچنین در تیم ملی فوتبال زیر ۲۱ سال کرواسی بازی کرده‌است.